# Президентские выборы в США (1908)
Президентские выборы в США 1908 года проходили 3 ноября. Президент Теодор Рузвельт, выполняя данное обещание не выдвигаться на третий срок, предложил республиканцам своего близкого друга и военного министра Уильяма Говарда Тафта в качестве преемника. Демократы после тяжелого поражения на предыдущих выборах своего консервативного кандидата вновь выдвинули Уильяма Брайана, дважды участвовавшего в выборах (1896 и 1900 годов), но оставшегося популярным среди либералов и популистов в Демократической партии. Несмотря на агрессивную кампанию против бизнес-элиты, Брайан вновь потерпел своё третье и самое тяжелое поражение и Тафт, выиграв с большим отрывом, стал президентом. В восьмой раз одним из основных кандидатов в президенты США стал человек, ранее уже проигрывавший выборы. Брайан стал своеобразным рекордсменом: он единственный, кто целых 3 раза становился кандидатом в президенты, имеющим реальные шансы на победу, но при этом так ни разу и не победил.

## Кандидаты

### Республиканская партия
В борьбе за номинацию Республиканской партии были впервые введены праймериз. В начале 1908 года единственными двумя республиканскими кандидатами, которые проводили общенациональные кампании были военный министр Уильям Говард Тафт и губернатор Джозеф Б. Форекер, оба из Огайо. Четыре штата провели праймериз для отбора делегатов национальных съездов. В Огайо Республиканская партия штата провела праймериз 11 февраля. Сторонники Тафта были напечатаны в бюллетене в колонке Тафта, а сторонники Форекера были напечатаны в колонке под его именем. Тафт выиграл ошеломляющую победу в Огайо. Три штата, в которых проводились праймериз для выбора делегатов без компонента предпочтения, были разделены: Калифорния выбрала список делегатов, которые поддержали Тафта; Висконсин избрал список, который поддерживал сенатора Висконсина Роберта Лафоллета, а Пенсильвания избрала список, который поддерживал местного сенатора Филандера К. Нокса. На республиканской конвенции Тафт был номинирован.

### Демократическая партия
Когда приближались выборы 1908 года, Уильям Дженнингс Брайан был лидером в номинации. Самым грозным претендентом Брайана был губернатор штата Миннесота Джон Альберт Джонсон. История, честность, реформистские рекомендации, и умение побеждать в республиканском штате Джонсона сделали его популярным в Демократической партии. В марте Демократическая партия Миннесоты поддержала Джонсона. Однако к концу июня Брайан собрал больше, чем требуемые две трети делегатов, необходимых для выдвижения.
Демократическая национальная конвенция 1908 была проведена в Денвере между 7 и 10 июля. Джонсон, зная о том , что выдвижение Брайана было предрешено, отпустил его делегатов, тем самым позволяя Брайану выиграть номинацию на первом голосовании.
Брайан оставил выбор вице-президента делегатам. Джон У. Керн из Индианы был единогласно объявлен кандидатом на пост вице-президента без официального голосования после того, как имена Чарльза А. Тауна , Арчибальда Макнейла и Кларка Хауэлла были сняты с рассмотрения. Керн был бывшим сенатором штата (1893-1897) и двукратным губернаторским кандидатом (1900 и 1904).
В ответ на номинацию Брайана и Керна The New York Times пренебрежительно указало, что это было последовательным, потому что Во главе был человек, дважды побеждённый на выборах президента, а внизу человек, дважды побеждённый в выборах губернатора.

## Предвыборная кампания
Так как вопрос о биметализме больше не доминировал, Брайан выступал на прогрессивной платформе, атакующей «правительство привилегированных». Его рекламный лозунг «Должен ли править народ?» был показан на многочисленных плакатах и сувенирах. Однако Тафт подрывает либеральную поддержку Брайана, принимая некоторые из его реформистских идей, а прогрессивные политики Рузвельта размывали различия между сторонами. Республиканцы также использовали лозунг «Голосуйте за Тафта сейчас, вы можете голосовать за Брайана в любое время», саркастическое обращение к двум неудачным предыдущим президентским кампаниям Брайана.
Социалистический кандидат, Юджин Дебс, отправился в амбициозный тур на поезде «Красный спецрейс» (англ. Red Special), выступив с речами по поводу социалистического дела по всей стране. Проведение тура утомило Дебса, и в определенные моменты его брат Теодор, который был очень похож на Юджина, заменял его, чтобы позволить кандидату отдохнуть.
Предприниматели продолжали поддерживать Республиканскую партию, и Брайан не смог обеспечить поддержку труда. В результате, Брайан оказался с худшим из трех своих поражений в национальном всенародном голосовании. Он проиграл почти все северные штаты Тафту и народное голосование на 8 процентов.
Это будет последняя кампания Брайана на пост президента, хотя он останется популярной фигурой в Демократической партии и в 1912 году сыграет ключевую роль в обеспечении кандидатуры президента Вудро Вильсона. Чарльз У. Брайан , брат Уильяма, станет (проигравшим) кандидатом от Демократической партии на пост вице-президента в 1924 году.

## Результаты
Сорок шесть штатов участвовали, поскольку Оклахома присоединилась к Союзу менее чем за год до этого. Брайан выиграл сорок восемь округов в новом штате Оклахома. Самое важное увеличение числа штатов, выигранных Брайаном, было в районе Западного Южного центра , отчасти благодаря голосованию вновь принятой Оклахомы.
Из 2 858 округов Тафт выиграл в 1449 (52,27%), а Брайан - 1,355 (47,41%). В девяти (0,31%) округах записано больше голосов за «Другие», чем за двух кандидатов, в то время как двадцать восемь округов (0,97%) зафиксировали нулевые голоса из-за того, что их обитали либо коренные американцы, которые не получили бы полное гражданство в течение шестнадцати лет или бесправными неграми. Тафт имел большинство в 1325 округах, в то время как Брайан имел большинство в 1204.
Брайан выиграл больше округов, чем в 1900 году (1,340), но не достиг числа округов, которое он выиграл в 1896 году (1,559). В то время как Брайан выиграл больше округов, чем Маккинли в 1896 году, Брайан не смог выиграть больше округов, чем кандидат от республиканцев в 1900 или 1904 годах. Однако, по сравнению с его силой на предыдущих выборах, Брайан провел в 1908 году 69 графств, которые не были демократическими ни в 1896 году, ни в 1900.
Брайан увеличил площадь, которую держали демократы во всех частях страны, кроме Новой Англии и Юга . Он удвоил число демократических округов в штате Висконсин и выиграл больше округов в штате Индиана, чем на любых выборах в Четвертой партийной системе, кроме 1912 года. Он сделал решительные победы в Миссури и в своем родном штате Небраска, помимо достижения заметных побед в Колорадо и Неваде. Однако в четырех западных штатах (Вашингтон, Орегон, Вайоминг и Северная Дакота) не было ни одного демократического округа. Это было так же хорошо, как в штате Мичиган, штате Делавэр, и в каждом из штатов Новой Англии.
Общее голосование значительно возросло - более чем на миллион по сравнению с 1904 годом. Каждая партия разделяла рост, но в то время как Тафт имел почти на пятьдесят тысяч больше, чем Теодор Рузвельт, Брайан имел почти на 1 500 000 голосов больше, чем получил Алтон Паркер, и больше, чем в любой из его предыдущих кампаний.
Было заметно, что голосование за других кандидатов было всего на семь тысяч меньше, чем четыре года назад.
Размер голосов, поданных за побежденного Брайана в 1908 году, является явным свидетельством, возможно, самой яркой черты президентских выборов в США. В этой третьей попытке на президентских выборах и на выборах, следующих за тем, в котором за кандидата его партии проголосовало всего пять миллионов человек, Брайан имел серьезную поддержку в каждой части страны и в каждом штате. Более того, почти две трети голосов, поданных за Брайана, были из пятнадцати штатов среднеатлантических , восточно-северо-центральных и западно-центральных секций, в которых кандидат от Демократической партии выиграл только штат Небраска).
Несмотря на все выводы в отношении преобладающих чувств в разных разделах и его экономических, социальных и политических причин, был национальный голос, поданный за Брайана, и он был как городским, так и сельским; он был восточный, западный, южный и северный. Повсюду Демократическая партия была партией меньшинства, и это не было безнадежным, и не было беспомощным. Это было агентство по выражению оппозиции почти шести с половиной миллионов избирателей.
Это были последние выборы, в которых республиканцы побеждали в Калифорнии, Айдахо, Канзасе, Миссури, Монтане, Нью-Гэмпшире, Северной Дакоте, Огайо и Вайоминге до 1920 года.
По состоянию на 2025 год это последний из двух выборов, когда Канзас и Небраска не голосовали за одного и того же кандидата. Выборы 1908 года были последними выборами, на которых республиканец выиграл президентство без победы в Небраске. Это также последние выборы, в которых республиканец выиграл без Невады и / или Колорадо до 2016 года.

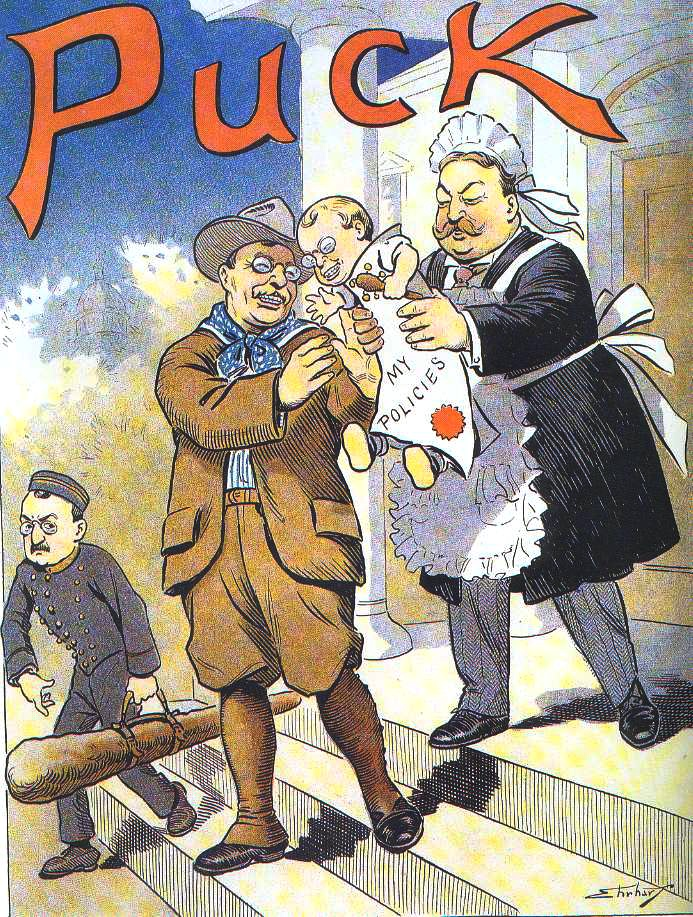
Рузвельт передаёт свою политику политическому протеже Уильяму Тафту (из журнала Puck, 1909).

| Кандидат            | Партия                  | Избиратели | Избиратели | Выборщики |
| Кандидат            | Партия                  | Количество | %          | Выборщики |
| ------------------- | ----------------------- | ---------- | ---------- | --------- |
| Уильям Тафт         | Республиканская партия  | 7 678 395  | 51,57%     | 321       |
| Уильям Брайан       | Демократическая партия  | 6 408 984  | 43,04%     | 162       |
| Юджин Виктор Дебс   | Социалистическая партия | 420 852    | 2,83%      | 0         |
| Юджин Вилдер Шафен  | Партия запрета          | 254 087    | 1,71%      | 0         |
| Томас Луис Хисген   | Партия независимости    | 82 574     | 0,55%      | 0         |
| Томас Эдвард Уотсон | Популистская партия     | 28 862     | 0,19%      | 0         |
| Другие              | —                       | 15 550     | 0,10%      | 0         |
| Всего               | Всего                   | 14 889 239 | 100%       | 483       |